# Best of Rapture's Delight
Pour les articles homonymes, voir Best of.
Albums de KRS-One
Kristyles
(2003) D.I.G.I.T.A.L.
(2003)
Best of Rapture's Delight est une compilation de KRS-One, sortie le 22 septembre 2003.

## Liste des titres
| No  | Titre                                                         | Contient un (des) sample(s) de | Durée |
| --- | ------------------------------------------------------------- | --- | ----- |
| 1.  | Step into a World (Rapture's Delight) (featuring The Mohawks) | Rapture de Blondie | 4:52  |
| 2.  | MC's Act Like They Don't Know                                 | Yesterdays de Clifford Brown The Ballad of Jed Clampett de Flatt & Scruggs The Breaks de Kurtis Blow You Must Learn de Boogie Down Productions Hip-Hop vs. Rap de KRS-One | 4:45  |
| 3.  | Outta Here                                                    | Funky President de James Brown The Bridge Is Over de Boogie Down Productions The Moment I Feared de Slick Rick | 4:31  |
| 4.  | Black Cop                                                     | Armagideon Time de Willi Williams Gimme, Dat, (Woy) de Boogie Down Productions | 3:01  |
| 5.  | A Friend (featuring Luchi De Jesus)                           | Round Midnight de Luchi De Jesus | 4:15  |
| 6.  | Sound of da Police (featuring Grand Funk Railroad)            | | 4:20  |
| 7.  | The MC                                                        | Assignation de Roger Webb La Di Da Di de Doug E. Fresh et Slick Rick | 3:07  |
| 8.  | KRS-One Attacks                                               | (This Is) Detroit Soul de Paul Nero A Mother's Love de Charles Wright & the Watts 103rd Street Rhythm Band The Bridge Is Over de Boogie Down Productions South Bronx de Boogie Down Productions Criminal Minded de Boogie Down Productions I'm Still #1 de Boogie Down Productions Jack of Spades de Boogie Down Productions Serious (Ceereeus BDP Remix) de Steady B featuring KRS-One My Philosophy de Boogie Down Productions La Schmoove de Fu-Schnickens featuring Phife Dawg | 2:52  |
| 9.  | De Automatic (featuring Fat Joe)                              | | 4:27  |
| 10. | 2nd Quarter-Free Throws                                       | | 2:05  |